# Facultad de Ingeniería (Universidad Nacional de Salta)
La Facultad de Ingeniería es una de las facultades de la Universidad Nacional de Salta, ubicada en la ciudad de Salta.

## Carreras

### Grado
- Ingeniería Química
- Ingeniería Industrial
- Ingeniería Civil
- Ingeniería Electromecánica

### Posgrado
- Doctorado en Ingeniería
- Doctorado en Ciencia y Tecnología de los Alimentos
- Doctorado en Ingeniería Industrial

## Organización
Decana: Dra. Liz Graciela Nallim
Vicedecana: Dra. Delicia Ester Acosta
Secretaria Académico: Dr. Jorge Emilio Almazán